# Gueydan, Louisiana
Gueydan, Louisiana (енгл. Gueydan) град је у америчкој савезној држави Луизијана.

## Демографија
По попису из 2010. године број становника је 1.398, што је 200 (-12,5%) становника мање него 2000. године.
| Група             | 2000.         | 2010.         |
| Белци             | 1.370 (85,7%) | 1.181 (84,5%) |
| Афроамериканци    | 205 (12,8%)   | 173 (12,4%)   |
| Азијати           | 0 (0,0%)      | 8 (0,6%)      |
| Хиспаноамериканци | 20 (1,3%)     | 18 (1,3%)     |
| Укупно            | 1.598         | 1.398         |